# Guglielmo da Marsiglia
Guglielmo da Marsiglia (1475–1537) byl italský umělec, vitrážista. Je také znám jako Guglielmo da Marcillat. Narodil se v departmentu Michiel blízko Meuse ve Francii. V roce 1519 vytvořil vitráže pro tři okna pro katedrálu v Arezzu za honorář 180 dukátů. Dokončil vitráže pro dvě okna v kostele Santa Maria del Popolo, složené z dvanácti scén ze života Krista a Panny Marie (1509). Maloval také fresky. Jedním z jeho žáků byl malíř, architekt a životopisec Giorgio Vasari.